# Расписной турач
Расписной турач, или индийский франколин (лат. Francolinus pictus), — вид птиц из семейства  фазановых (Phasianidae). Населяют Индийский субконтинент.

## Распространение

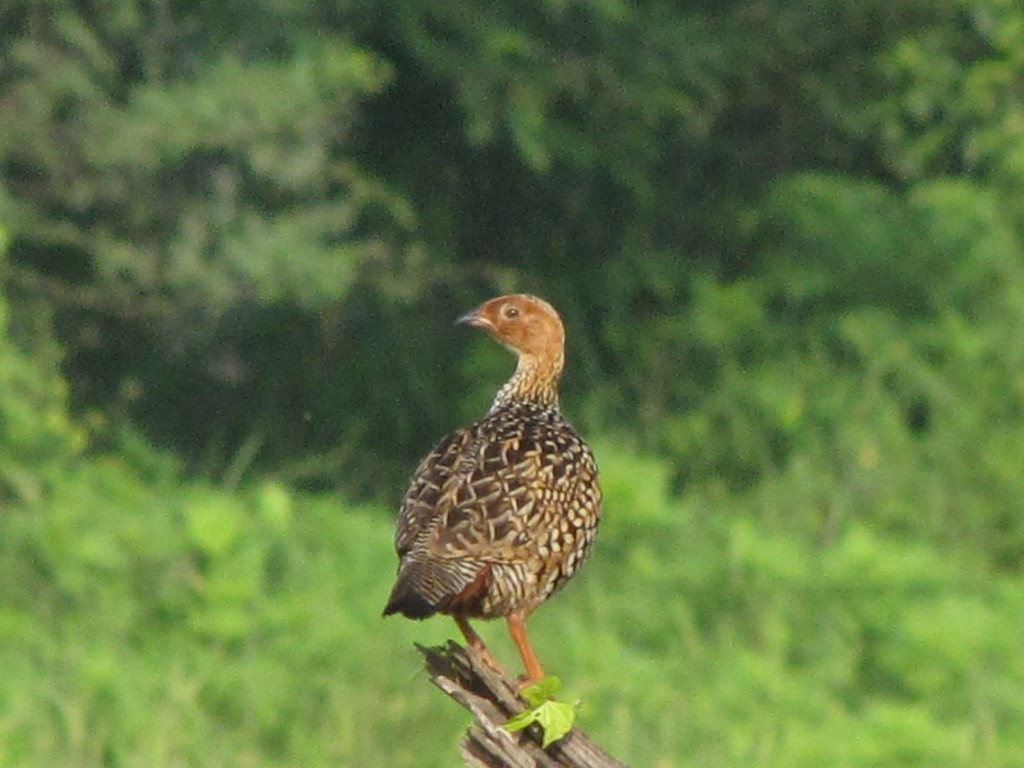

Распространены в центральной и южной части Индии и на Шри-Ланке. Предпочитают травянистую местность. Скрещиваются с турачами там, где ареалы видов пересекаются и достаточно схожи с их самками внешне.

## Поведение
Этих птиц нелегко заметить, но в брачный период, который у них имеет место после окончания сезона муссонов, с июня по октябрь, они начинают активно издавать звуки, особенно ранним утром. Свои призывные крики птица обычно издает, усевшись на возвышение. Гнездо располагается на земле, в кладке бывает 6—7 мутно-белых яиц.

## В культуре
Птица изображена на одной из шри-ланкийских почтовых марок (ценой 4,5 рупии).